# Madrugada (canção)
Madrugada foi a canção portuguesa no Festival Eurovisão da Canção 1975, interpretado em português por Duarte Mendes.
A canção tinha letra e música de José Luís Tinoco e foi orquestrada por Pedro Vaz Osório. 
A canção descreve a alegria sentida em Portugal pelo sucesso da Revolução dos Cravos que teve lugar no ano anterior e em que Duarte Mendes tinha participado.  Mendes descreve o derrube do Estado Novo como um renascimento e uma madrugada para Portugal e canta que "o canto assim nunca é demais".
A canção portuguesa foi a 16.ª a ser interpretada na noite do evento, a seguir à canção finlandesa "Old man fiddle", interpretada pela banda Pihasoittajat e antes da canção espanhola "Tú volverás", interpretada pelo duo Sergio (cantor) & Estíbaliz. A canção portuguesa mais uma vez ficou mal classificada, terminando em 16.º lugar (entre 19 participantes), recebendo um total de 16 pontos (uns surpreendentes 12 pontos da longínqua Turquia, 2 votos da França e outros 2 pontos da Espanha). 